# Лопсан Чамзы
Лопсан Чамзы (в миру — Байыр-оол Серенович Шыырап) — российский религиозный деятель, Верховный лама Тывы (13 ноября 2014 года — 29 ноября 2019 года).

## Биография
Родился в 1976 году в селе Кунгуртуг (на территории современного Тере-Хольского кожууна) Тувинской АССР.
В 1994 году поступил хувараком на двугодичное обучение в Дхарма-центре в Кызыле, потом продолжил свое образование в Гоман-дацане в Индии.
Вернувшись на родину с 2009 года исполнял обязанности настоятеля терехольского хурээ «Чыргалан».
13 ноября 2014 года избран на пост Камбы-ламы. Церемония интронизации нового Верховного ламы Тывы прошла 11 декабря 2014 года в Доме народного творчество и досуга.
Служил на этом посту до 29 ноября 2019 года.
С 16 мая 2024 года Камбы-лама Абакана (местная буддийская религиозная организация г. Абакана "Атиша").